# Economia de Bangladesh

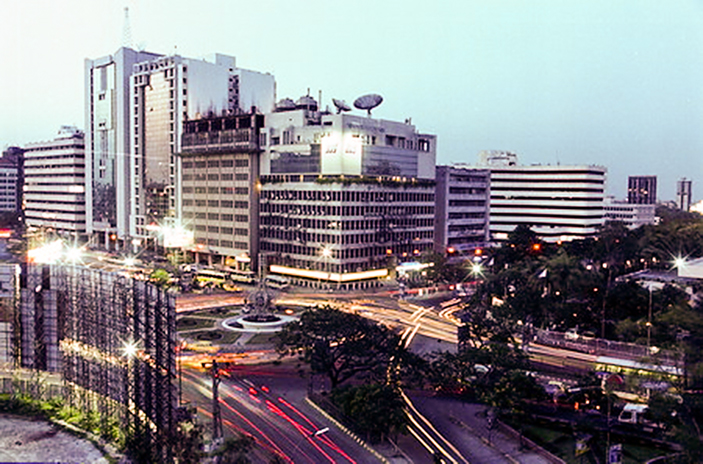
Centre comercial de Dacca.

L'economia de Bangladesh ha experimentat un notable creixement des de la seva independència en 1971. Abans, la majoria d'exportacions es basaven en la indústria del jute. Aquesta indústria va començar a caure quan els productes de polipropilè van començar a guanyar popularitat enfront dels productes del jute. En el PIB per capita, Bangladesh va experimentar un espectacular creixement econòmic del 57% en els anys 70, descendint a un 29% en els 80 i arribant al 24% en els anys 90.
Des de 1996 lo país ha crescut en mitjana 5 a 6% a l'any malgrat la poca eficiència de les empreses estatals, de la triga a explorar les reserves de gas natural de l'escassetat de fonts d'energia i de la triga a implementar reformes econòmiques. Malgrat meitat del producte interior brut ser generat pel sector de serveis, gairebé 2/3 de la població viu de l'agricultura.

## Agricultura
La majoria de la població de Bangladesh viu de l'agricultura. Malgrat l'arròs i del jute siguin els principals cultius, el blat de moro i els llegums tenen assumit gran importància. A causa de la irrigació molts agricultors tenen substituït els seus cultius tradicionals pel blat de moro, utilitzat principalment per alimentar aus de granja.